# Pajar Bulan (Semidang Alas)
Pajar Bulan is een bestuurslaag in het regentschap Seluma van de provincie Bengkulu, Indonesië. Pajar Bulan telt 992 inwoners (volkstelling 2010).